# روبرت ميجنان
روبرت ميجنان(بالإنجليزية: Robert Mignan)‏ (1852-1803 م) ويسمى روبرت مينيان:بالفرنسية. ضابط، ومستكشف، ومؤلف عسكري بريطاني، عضو الجمعية الملكية الآسيوية.

## السيرة
ولد مينيان أو ميجنان أو مجنان في 3 يويليو 1803م، وفي عام 1819م، دخل مينيان (ميجنان أو مجنان) جيش بومباي، وفي 3 مايو 1820م، أصبح ملازماً في الفوج الأوربي الأول. في يناير 1821م، كان جزءً من قوة إستكشافية قوامها (2695) رجلاً وتحت قيادة الجنرال ليونيل سميث أُرسل في حملة لمعاقبة (قبيلة بني بو علي) في عُمان. في العشرينات من القرن التاسع عشر تولى مينيان قيادة الحراسة المرتبطة والمرافقة بمقيم شركة الهند الشرقية البريطانية.
بين الأعوام 11826و 1828م، قام بالعديد من الرحلات الأثرية إلى مناطق غير معروفة في العراق، وزيارته لمواقع أثرية مثل طيسفون، وبابل.
نشر كتابا تحت عنوان: رحلات في كلدة يتضمن رحلته من البصرة إلى بغداد، الحلة، وبابل، قام بها مشيا على الأقدام من عام 1827و العام 1829م.
في عام 1829م، مينيان غادر بصحبة عائلته عائداً إلى الهند للإتحاق بمهامه العسكرية.
سافر عبر سانت بطرسبرغ، العاصمة الروسية، وإنظم إلى الأمير خسرو ميرزا المبعوث الفارسي الخاص، الذي رجع إلى بلاده بعد ان اعرب عن أسفه لمقتل الدبلوماسي الروسي ألكسندر غريبايدوف في طهران. مينيان وأثناء وجوده في سانت بطرس بورغ التقى بالعالم البروسي ألكسندر فون هومبولت الذي اقنعه بضرورة استكشاف الساحل الغربي من بحر قزوين. قام برحلة شتوية وعلى طريق صعب عبر نوفوتشركاسك ومنها عبر القوقاز إلى تفليس عاصمة جورجيا الروسية ثم إتجه إلى الجنوب، شمال غرب بلاد فارس وذلك في عام 1829و 1830م، وصفو بسفرات ميجنان بعنوان رحلة شتوية عبر روسيا، القوقاز، وجورجيا، نشرت في لندن عام 1839م. رقي مينيان إلى رتبة نقيب في 11 سبتمبر 1830م، وإلى رتبة رائد مع جناح أيمن في 15 أغسطس 1847م. وكانت آخر رتبة حصل عليها رتبة مقدم (فخرية berevt) في 7 يوليو 1849.

## وفاته
توفي روبرت مينيان في مدينة بونه الهندية عام 1852م.

## مؤلفاته
- رحلات في كلدا: وتتضمن رحلة من البصرة إلى بغداد والحلة وبابل، مشياً على الأقدام في عام 1827. مع ملاحظات عن المواقع الأثرية في بابل وسلوقية وطيسفون[2]
- لمحة موجزة عن حالة جورجيا الحالية، وهي الآن مقاطعة روسية.[3]
- مذكرات جولة في جورجيا وبلاد فارس وبلاد ما بين النهرين.[4]
- رحلة شتوية عبر روسيا، وجبال الألب القوقازية، وجورجيا، ومن هناك عبر جبل زاغروس، وعبر ممر زينوفون والعشرة آلاف يوناني، إلى داخل كردستان.[5]